# Philippeville
Philippeville är en ort och  kommun i Belgien.   Den ligger i provinsen Namur och regionen Vallonien, i den södra delen av landet, 70 km söder om huvudstaden Bryssel. Antalet invånare är 9 016. Philippeville är huvudort för arrondissementet Philippeville, som omfattar 7 kommuner i provinsen Namur.
Omgivningarna runt Philippeville är en mosaik av jordbruksmark och naturlig växtlighet. Runt Philippeville är det ganska tätbefolkat, med 52 invånare per kvadratkilometer.